# Долинина, Ирина Николаевна
Ири́на Никола́евна Доли́нина (род. 6 декабря 1994) — российская журналистка, специалистка по журналистике данных. Автор издания «Важные истории» (2020—н. в.).

## Биография
Родилась 6 декабря 1994 года.
В 2016 году окончила бакалавриат факультета коммуникаций, медиа и дизайна Высшей школы экономики по направлению «Журналистика», тема выпускной работы — «Образ врага в советской документалистике (1960—1970-е гг.) и в современных российских телевизионных документальных фильмах (2013—2015 гг.)».
В 2018 году там же получила степень магистра в области журналистики данных, тема выпускной работы — «„Образ врага“ в политическом дискурсе в социальных сетях». В 2020 году вместе с Алесей Мароховской выиграла премию ВШЭ для выдающихся выпускников Alumni Awards «За вклад в развитие свободной профессиональной журналистики».
В 2018—2020 годах работала в дата-отделе «Новой газеты». С 2018 года сотрудничает с Центром по исследованию коррупции и организованной преступности (OCCRP).
Работает в русскоязычном независимом издании «Важные истории» с момента запуска в 2020 году, занимается расследованиями, дата-исследованиями и документальными фильмами.
20 августа 2021 года совместно с пятью коллегами из «Важных историй» получила статус СМИ-иностранного агента в России. В сентябре 2021 года была задержана и оштрафована за одиночный пикет против закона об иноагентах у здания Минюста в Москве. В декабре того же года оспаривала полученный статус в суде против Минюста России и МИД России: Замоскворецкий суд Москвы отказался снимать с Долининой статус «иноагента».
В первый день полномасштабного вторжения России в Украину была дважды задержана в Ростовской области во время съемок фильма «Как россияне встретили войну».

## Награды
Трижды была лауреатом премии «Редколлегия»: в апреле 2019 года за текст «Кошелёк российской элиты. Как устроена офшорная империя „Тройки Диалог“» совместно с Алисой Кустиковой, Олесей Шмагун, Алесей Мароховской, в сентябре 2019 года — за текст «„Я тебя и убью“. Как в России смягчают наказания за истязания и убийства детей в семьях и почему виновных нередко просто отпускают» совместно с Алесей Мароховской, в феврале 2023 года за серию статей о работе российского цензурного ведомства совместно с дата-отделом «Важных историй».
В июне 2021 года совместно с Романом Аниным, Алесей Мароховской, Романом Шлейновым, Олесей Шмагун, Соней Савиной, Микой Великовским была награждена премией Европейской прессы за расследование «Кирилл и Катя: любовь, разлука, офшоры и неограниченный ресурс. История самой тайной пары России» в номинации «Расследования».
Дважды была награждена The Sigma Awards, премией в области журналистики данных, существующей при поддержке Google News Lab. В 2020 году — в категории «Лучшее журналистское расследование, основанное на данных» (англ. Best data-driven reporting) в составе команды журналистов для издания Медуза за текст «Ландромат Тройка». В 2022 году в составе дата-отдела издания Важные истории.
В 2022 году выиграла премию «Профессия — журналист» за документальный фильм об украинцах «Беженцы 2022» совместно с Екатериной Фоминой.